# 老楞佐·方濟各·卡波維拉
老楞佐·方濟各·卡波維拉（義大利語：Loris Francesco Capovilla；1915年10月14日—2016年5月26日），是天主教意大利籍司鐸級樞機及洛雷托自治監督區榮休監督。2014年，他以98歲高齡，成為當時全世界第三年長總主教，及在他離世前也是樞機團最年長成員。

## 生平
卡波維拉於1915年10月14日在意大利威尼托的市鎮蓬泰隆戈出生。他於1940年5月23日在威尼斯宗主教區晉鐸。曾擔任時任威尼斯宗主教區宗主教龍嘉利樞機（後成為教宗若望二十三世）的秘書。
1967年7月16日晉牧，並被時任教宗保祿六世任命為基耶蒂-瓦斯托總教區總主教。1971年9月25日，改任命為洛雷托自治監督區監督。直到1988年12月10日榮休，及由Pasquale Macchi接替成為洛雷托自治監督區正權自治監督。2014年2月22日，被時任教宗方濟各任為司鐸級樞機，領越台伯河的聖母堂區司鐸銜。2016年5月26日，他在意大利貝爾加莫逝世。享年100歲。